# Grovedale (Alberta)
Pour les articles homonymes, voir Grovedale.
Grovedale est un hameau (hamlet) de Greenview No 16, situé dans la province canadienne d'Alberta.